# Pénélopes
Les Pénélopes est une agence de presse féministe française d'information. Elle est créée en 1996, avec pour but de promouvoir et diffuser des informations sur l'actualité internationale, du point de vue des femmes. L'agence est dissoute en 2004,. Le siège social se trouve à Paris.

## Rôle et activité
Les Pénélopes centralisent des informations afin de les rendre accessibles à tout le monde sur leur site internet. Multilingue (français, anglais et espagnol), leur site propose des articles d'archives sur l'actualité locale, régionale et mondiale et apporte tous les mois un contenu différent à travers une page d'humeur, un dossier thématique et parfois des portraits de femmes.
Parallèlement à cette activité, Les Pénélopes organisent des événements et animent différents projets dont un réseau international femmes et économie solidaire qui a pour objectifs de mettre en valeur les alternatives économiques portées par les femmes. 
Elles participent également à une plateforme mondiale de veille sur les technologies de l'information et de la communication appelée Womenaction. Dans ce cadre elles contribuent à l'élaboration de stratégies alternatives d'usages des Technologies de l'information et de la communication pour des groupes de femmes d'Europe de l'Est. Elles assurent également leur formation et l'inventaire de leurs besoins, pratiques et usages. 

## Origines
Le nom de l'agence de presse provient du personnage mythologique de Pénélope, épouse d'Ulysse qui défaisait son ouvrage chaque nuit pour tenir à distance les hommes demandant sa main. La notion du tissage se retrouve sur l'Internet où les Pénélopes désirent tisser des liens.

## Publications
Dominique Foufelle et Joelle Palmieri, cofondatrices de l'agence publient en 2013, Les Pénélopes : un féminisme politique : 1996-2004, à propos de leur action menée durant 8 ans. Le livre est disponible en ligne en accès libre.